# Mário Araújo
Mário Araújo (Curitiba, 20 de junho de 1963), é um escritor brasileiro.

## Biografia
Formado em Educação Artística pela Universidade Federal do Paraná (UFPR), Mário Araújo atuou como arte-educador e também como redator de publicidade em Curitiba. Em 1993, entrou para a carreira diplomática, tendo servido em Roma, Túnis, Xangai e Havana. O escritor reside em Lisboa.[carece de fontes?]
Seu primeiro livro de contos, A Hora Extrema (Editora 7Letras, 2005), obteve o terceiro lugar no Prêmio Jabuti de 2006 da Câmara Brasileira do Livro, na categoria "Contos e Crônicas".

## Obras Publicadas
- A Hora Extrema (contos; 7Letras, 2005)
- Restos (contos; Bertrand Brasil, 2008)[5]
- Breu (Romance; Ed. Faria e Silva, 2020)[6][7][8][9][10]
- AnônimoNômade (Crônicas; 7Letras, 2023)[11]

### Participação em antologias
- Todas as Gerações - O Conto Brasiliense Contemporâneo (LGE Editora, 2006) - organização de Ronaldo Cagiano.
- Antropofagia Hoje? Oswald de Andrade em Cena (Realizações Editora, 2011) - organização de Jorge Ruffinelli e João Cezar Castro Rocha
- Entre as Quatro Linhas (Editora DSOP, 2013) - organização de Luiz Ruffato
- 48 Contos Paranaenses (Biblioteca Estadual do Paraná) - organização de Luiz Ruffato
- Cobain: 25 contos inspirados em 25 anos do álbum Nevermind (Amazon, 2016) - organização de Sergio Tavares[12]
- Olhar Paris (Editora Nos, 2016) - organização Leonardo Tonus

### Participação em antologias no exterior
- O conto brasileiro contemporâneo (Laiovento, Espanha, 2011) - organização Luiz Ruffato e Carmen Villarino Pardo
- Der schwarze Sohn Gottes (Assoziation A, Alemanha, 2013; tradução: Marianne Gareis) - organização de Luiz Ruffato[13]
- Nado Libre. Narrativa Brasileña Contemporánea (UNAM, México, 2013; (tradução: Maria Cristina Hernández Escobar) - seleção de Consuelo Rodrígues Muñoz e Carlos López Márquez
- Pilkun Paikka - Brasilialaisia Jalkapallotarinoita (Aviador, Finlândia, 2013) - organização de Luiz Ruffato
- Antologia Sino-brasileira de Contos (Galactico, 2024), organização União Brasileira de Escritores e Associação de Escritores de Xangai[14]

### Publicações na mídia impressa e virtual
- Conto Viagem, na revista E, do SESCSP, novembro de 2006
- Conto Falta, na revista Continuum, do Itaú Cultural, dezembro de 2007
- Conto Da última vez que se viram, em Suplemento Literário de Minas, maio de 2013
- Conto Vergonhas, em Antologias Postais, na revista The Quarentena, agosto de 2020 - organização de Sergio Tavares[15]
- Conto A sequência interrompida, na revista Autorretratos, janeiro de 2024
- Conto A competição, na revista Mapas do Confinamento nr 19, julho de 2024[16]
- Conto Dentro de uma sala escura, na Julia Revista de Literatura nr 2, dezembro de 2024.

### Publicações em revistas no exterior
- ContoThe Extreme Hour (tradução: Alison Entrekin), na revista Lusofonia and its Futures, University of Dartmouth, Massachussets (EUA, 2013) - organização de João Cezar Castro Rocha
- Conto Restes, na revista Le Carnet de Scribulations, França, setembro de 2020 (tradução: Stéphane Chao)
- Conto The Competition, na revista Asymptote, Inglaterra, setembro de 2022 (tradução: Elton Uliana)[17]
- Conto La Compétition, na revista La Cause Littéraire, França, outubro de 2022 (tradução: Stéphane Chao)[18]
- Conto La hora extrema, na revista Casa de las Américas, Cuba, fevereiro de 2024 (tradução: Maria Cristina Hernández Escobar)